# Calamagrostis pusilla
Calamagrostis pusilla là một loài thực vật có hoa trong họ Hòa thảo. Loài này được Reeder mô tả khoa học đầu tiên năm 1950.